# ハンガリー人民共和国 (1918年-1919年)

ハンガリー人民共和国
Magyar Népköztársaság (ハンガリー語)

国歌: Himnusz（ハンガリー語）
賛称

ハンガリー人民共和国の位置（1918年11月）

ハンガリー人民共和国（ハンガリーじんみんきょうわこく、ハンガリー語: Magyar Népköztársaság [ˈmɒɟɒr ˌne̝ːpkøstɑ̈ːrʃɒʃɑ̈ːɡ] マジャル・ネープケスタールシャシャーグ）は、秋薔薇革命によって1918年11月16日に成立した共和制の国家である。ハンガリー第二共和国、第三共和国（現体制）と対比してハンガリー第一共和国と呼ばれることもある。

## 歴史
オーストリア＝ハンガリー帝国からチェコスロバキアが独立したことを引き金として、1918年10月31日にブダペストにおいて暴動が発生し、君主国が崩壊を始めた秋薔薇革命が波及し、同年11月16日にハンガリー人民共和国が樹立され、大統領兼首相としてカーロイ・ミハーイが就任した。これにより、350年以上にわたったハプスブルク家によるハンガリーの統治は終焉したが、翌年にはまた革命が起こり、ハンガリー評議会共和国へと取って代わられた。